# Kay Laurell
Kay Laurell (nacida como Ruth Leslie; 28 de junio de 1890 – 31 de enero de 1927) fue una actriz estadounidense de cine mudo y modelo.
Laurell comenzó su carrera como modelo artística. Después de llamar la atención de Florenz Ziegfeld, Jr., este la eligió para sus Ziegfeld Follies donde debutó en 1914. Una intérprete popular que destacaba por su belleza, fue llamada "una de las mujeres más bellas sobre el escenario". En 1918, Laurell dejó las Follies para embarcarse en una carrera como actriz. Luego apareció en obras teatrales de Broadway y en vodevil, e hizo tres películas mudas. En los años 1920, Laurell se mudó a Europa donde continuó su carrera escénica. Falleció de parto a los 36 años en Londres.

## Primeros años
Laurell nació en 1890 (algunas fuentes indican 1894) en Erie, Pensilvania. Abandonó Erie a los 16 años para perseguir una carrera en el mundo del espectáculo en Nueva York. Inicialmente encontró trabajo como telefonista antes de ser contratada como modelo artística. Durante su etapa como modelo, posó para artistas e ilustradores como Howard Chandler Christy y William Glackens. Fue entonces que Ruth Leslie cambió su nombre a Kay Laurell.
En 1914, Florenz Ziegfeld, Jr. vio a Laurell mientras  aparecía en un tableau escenificado en el Baile anual del gremio de ilustradores. Ziegfeld quedó impresionado por la apariencia de Laurell y le ofreció un lugar en sus Ziegfeld Follies.

## Carrera

### Ziegfeld Follies
Laurell debutó sobre el escenario en las Ziegfeld Follies 1914. Al año siguiente, causó sensación cuando apareció en la escena de apertura de las Ziegfeld Follies 1915 como una Venus semidesnuda. La escena fue diseñada por Joseph Urban y presentaba un elaborado escenario con una piscina rodeada de vegetación. Laurell surgió del agua flanqueada por dos elefantes dorados con los troncos levantados de cuyas trompas brotaba agua. Según la autobiografía de Doris Eaton Travis de 2003 The Days We Danced, Laurell se hizo conocida por "esas poses desnuda de cintura para arriba". En aquel tiempo, a los intérpretes teatrales se les permitía aparecer desnudos siempre y cuando permanecieran inmóviles. Esta laguna en la ley inspiró a los productores teatrales y escenógrafos para idear formas ingeniosas y elaboradas de presentar la desnudez en sus espectáculos. Eaton Travis más tarde recordó, "La historia fue que Ziegfeld pidió una voluntaria para aparecer desnuda de cintura para arriba, y Kay Laurell fue la primera en dar su consentimiento. Los suyos se convirtieron en los pechos más vistos de Broadway en aquella época." Al mismo tiempo, la popularidad de Laurell creció y a menudo era destacada su belleza física y figura perfecta. Es referida como "una de las mujeres más bellas sobre el escenario" y "la corista más hermosa de Broadway." Florenz Ziegfeld declaró que Laurell era la encarnación de la belleza femenina.
En mayo de 1916, Laurell se casó con Winfield Sheehan, el antiguo secretario de Rhinelander Waldo, en Londres. Poco después del matrimonio, Laurell se retiró de la escena. En julio de 1917, solicitó la separación legal de Sheehan alegando "crueldad".

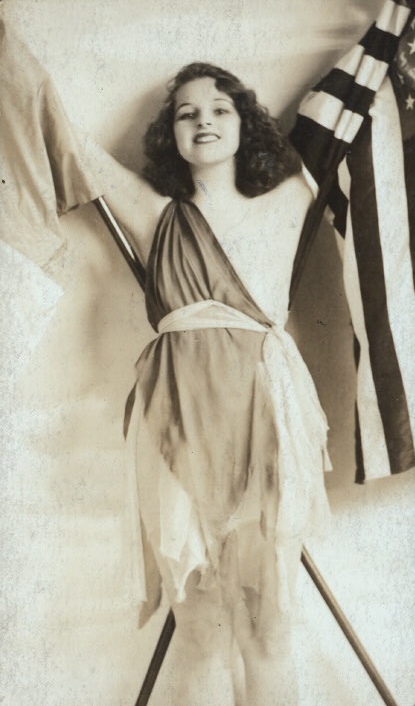
Laurell como "El Espíritu de los Aliados" en las Ziegfeld Follies 1918.

Después de la separación de Sheehan, Laurell retomó su carrera y regresó a las Follies en junio de 1918. Apareció nuevamente en la escena de apertura, ahora posando como "El Espíritu de los Aliados" sobre un globo giratorio iluminado. Con la Primera Guerra Mundial todavía en curso, el globo representaba Europa en llamas. Uno de los más memorables tableau de las Follies de aquel año presentaba escenas patrióticas e imaginería de guerra diseñada por Ben Ali Haggin. El historiador social Allen Churchill más tarde describió la escena, "los actores en uniforme de combate aparecían congelados en el acto de lanzar granadas, atacar a bayonetazos a hunos encogidos... Chicas follies como enfermeras de la Cruz Roja desamparadas y semidesnudas con sus uniformes desgarrados o como diosas de la guerra. Dominando la vívida escena la señorita Kay Laurell representando el Espíritu de los Aliados, su traje lo suficiente desordenado como para exponer un...pecho." Mientras que las Follies típicamente presentaban temas alegres, las audiencias disfrutaron de la escena bélica de las Follies 1918. El espectáculo se presentó hasta el Armisticio con Alemania en noviembre de 1918.

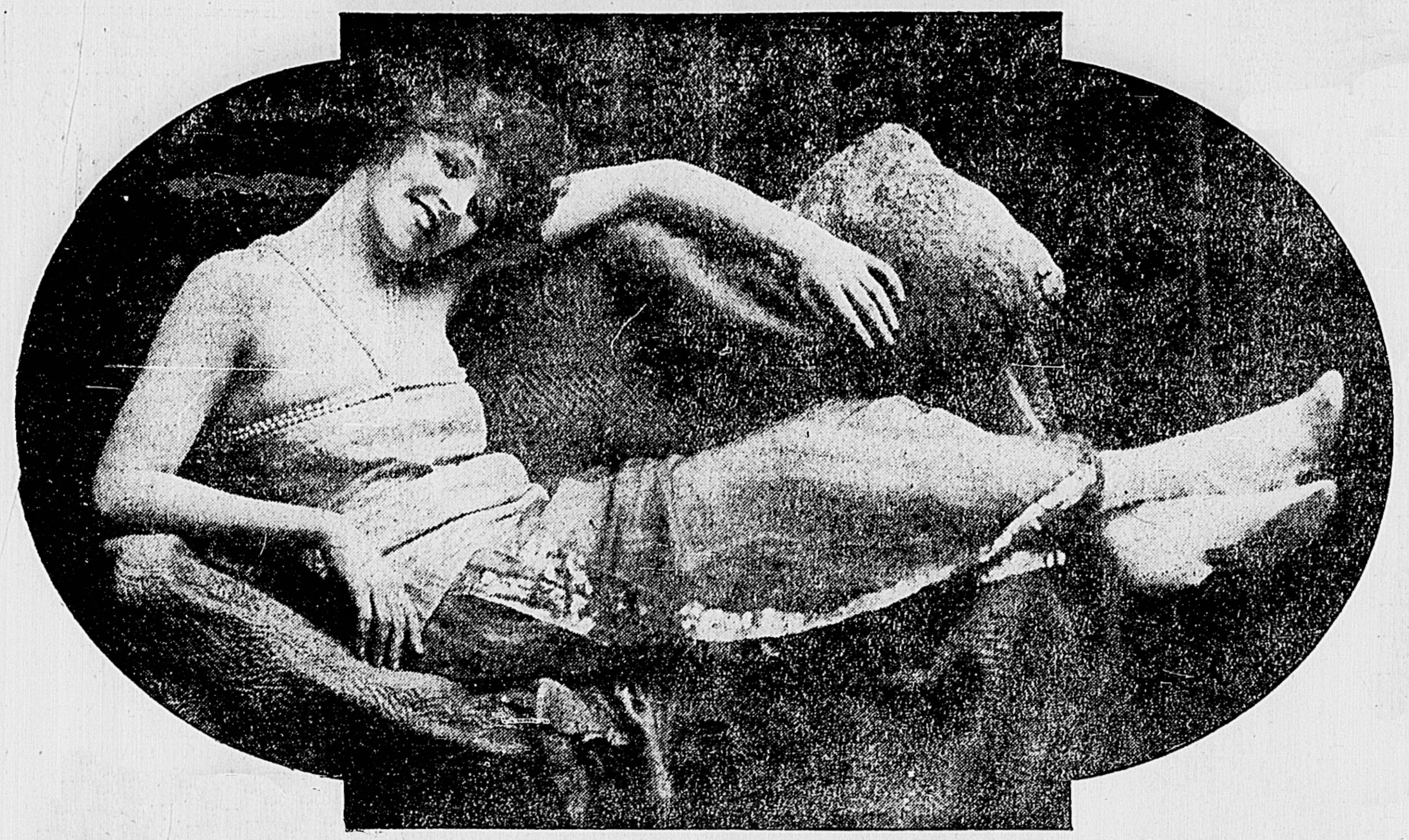
Laurell en 1915.

### Teatro y películas
Como muchas otras chicas Ziegfeld, Laurell intentó aprovechar su éxito en las Follies para iniciar una carrera cinematográfica. En 1919, hizo su debut en la película The Brand, junto a Russell Simpson. Más tarde el mismo año, tuvo un papel secundario en El Valle de los Gigantes, protagonizado por Wallace Reid. Laurell recibió críticas positivas por su actuación, pero solo haría una película más, Corazón Solitario, en 1921.
Laurell se centró principalmente en el teatro el resto de su carrera. En 1922, se unió a la producción de Ladies Night. Permaneció en la obra una temporada antes de encabezar el circuito de vodevil con compañías de repertorio en Yonkers y Washington. En diciembre de 1924, se unió al reparto de Quarantine. La obra permaneció en cartel un total de 151 funciones en el Henry Miller's Theatre hasta abril de 1925. Laurell luego coprotagonizó Nocturne, que se estrenó en el Punch and Judy Theatre de Nueva York el 16 de febrero de 1925. La obra estuvo en cartel tres funciones antes de cerrar ese mismo mes.
Más tarde se mudó a Europa donde encontró trabajo en una sociedad anónima francesa en París. Laurell luego se instaló en Londres. Por este periodo, su carrera empezó a declinar y sus funciones ya no eran informadas en las revistas especializadas.

## Vida personal
En mayo de 1916, Laurell se casó con Winfield Sheehan. La pareja se separó en julio de 1917 pero nunca llegó a divorciarse formalmente. Sheehan más tarde se convirtió en el director general y vicepresidente de 20th Century Fox.
Después de separarse de Sheehan, Laurell inició una relación con Joseph Whiteside Boyle, empresario e hijo de Klondike Joe Boyle. La pareja planeaba casarse después de que ambos obtuvieran los divorcios de sus respectivos cónyuges. En 1926, Laurell quedó embarazada.

## Muerte
El 31 de enero de 1927, Laurell murió en Londres a la edad de 36 años. Su  muerte fue inicialmente atribuida a neumonía. En 1930, la prensa descubrió que Laurell en realidad había muerto dando a luz a su primer y único hijo. El niño, un varón llamado Joseph K. Boyle, sobrevivió.

### Patrimonio
Antes de su muerte, Laurell redactó un testamento que dejaba su patrimonio y efectos personales a Joseph Whiteside Boyle (el presunto padre del niño) y lo nombró el albacea de su herencia. Laurell le dejó 100.000 dólares a Boyle porque no sabía que su hijo, que nació fuera del matrimonio, podía heredar legalmente sus activos. Un mes antes de la muerte de Laurell, se aprobó en Inglaterra el Acta de Legitimidad 1926 que permitía a los hijos ilegítimos heredar. Una ley similar en Nueva York (donde Laurell también tenía cuentas bancarias y propiedades) también permitiría a su hijo heredar el patrimonio materno.
Preocupado por el bienestar del niño, el hermano de Laurell, Raleigh J. Leslie, solicitó una carta de administración de su patrimonio que nombraba a Joseph K. como su pariente más cercano. Más tarde abandonó el asunto después de descubrir que el padre del chico, Joseph Whiteside Boyle, se había preocupado por el niño desde su nacimiento y no tenía ninguna intención de reclamar la herencia de Laurell. Un mes después de la muerte de Laurell, su madre la señora A. A. Leslie, falleció en Erie, Pensilvania. Nunca se le informó de la muerte de su hija porque ella misma estaba agonizando en ese momento. A la muerte de la señora A. A. Leslie su casa en Erie, Pensilvania y patrimonio quedaron para Laurell, que posteriormente también heredó su hijo.

## Carrera escénica
| Fecha                                         | Producción               | Rol (Papel desempeñado) |
| --------------------------------------------- | ------------------------ | ----------------------- |
| 1 de junio - 5 de septiembre de 1914          | Ziegfeld Follies of 1914 | Intérprete              |
| 21 de junio - 13 de septiembre de 1915        | Ziegfeld Follies of 1915 | Intérprete              |
| 18 de junio de 1918 - fecha desconocida       | Ziegfeld Follies of 1918 | Intérprete              |
| 16 de diciembre de 1924 - 17 de abril de 1925 | Quarantine               | Pamela Josephs          |
| 16 de febrero de 1925 - febrero de 1925       | Nocturne                 | Jenny Blanchard         |

## Filmografía
| Año  | Título                   | Rol (Papel)    | Notas                        |
| ---- | ------------------------ | -------------- | ---------------------------- |
| 1919 | The Brand                | Alice Andrews  |                              |
| 1919 | The Valley of the Giants | Moira McTavish |                              |
| 1921 | Lonely Heart             |                | (papel final de la película) |

## En la cultura popular
H.L. Mencken dijo que Laurell poseyó "todas las artes de una ramera realmente de primer nivel" y era "la practicante más exitosa de su oficio de su generación en Nueva York." Dijo, "Mucho de lo que obtuve de ella, de hecho, se incluyó en In Defense of Women", su libro de 1918. El dramaturgo Channing Pollock escribió, sin embargo, "Kay podría haber ido muy lejos si hubiera estado dispuesta a intercambiar sus favores por un adelanto, pero ella no 'quería salir adelante de esa manera'."